# Martin van Dijk
Martin van Dijk (Klazienaveen, 17 oktober 1946 – Amsterdam, 5 juni 2016) was een Nederlands pianist en componist. Hij won tweemaal de Annie M.G. Schmidt-prijs en was de begeleider van onder anderen cabaretier Hans Dorrestijn.

## Loopbaan
Tijdens en direct na zijn middelbareschooltijd op Rijks Hogere Burgerschool in Ter Apel begeleidde Van Dijk de Groninger cabaretier Henk Lagerweij, die als leraar Nederlands aan deze school verbonden was. Beiden traden regelmatig op, zowel provinciaal als landelijk, onder andere bij de RONO en in het radioprogramma In de Rooie Haan van de VARA. Zijn muzikale carrière voerde hem vervolgens naar onder meer de Muskee Band van Harry Muskee (Cuby van Cuby and the Blizzards). Daarna werkte Van Dijk met onder anderen Purper, Jenny Arean en Adèle Bloemendaal alvorens hij met Dorrestijn de programma's Cirkels (2000), Het naakte bestaan (2005) en Ruïnes (2007) in de Nederlandse theaters ten gehore bracht. In 1992 en 1996 werd Van Dijk onderscheiden met de Annie M.G. Schmidt-prijs voor het beste theaterlied van het jaar. Van Dijk genoot verder bekendheid als pianist en zanger in de televisiequiz Met het Mes op Tafel. In 2010 werd hij benoemd tot Ridder in de Orde van Oranje-Nassau.
In december 2015 werd een agressieve vorm van kanker geconstateerd. Hij overleed op 5 juni 2016 op 69-jarige leeftijd in zijn woonplaats Amsterdam.

## Varia
Zijn broer Klaas van Dijk werd in 2016 de huispianist van de televisiequiz Met het Mes op Tafel.
- Gemeinsame Normdatei: 1162287349
- MusicBrainz: 68bac699-a19c-4e93-8196-5e524524be5d
- Nederlandse Thesaurus van Auteursnamen: 288974026
- Virtual International Authority File: 291574107
- WorldCat: E39PBJtMqDW8xHtFdBjxqJ4Xh3